# ゲッタウェイ スーパースネーク
『ゲッタウェイ スーパースネーク』（Getaway）は、2013年にアメリカ合衆国で制作されたアクションスリラー映画。

## ストーリー
クリスマスで賑わうブルガリアの首都ソフィア。元プロレーサーのブレントが帰宅すると、部屋は派手に荒らされており、彼の愛する妻の姿が消えていた。しばらくして、ブレントのもとに謎の男から妻を誘拐したと告げる脅迫電話がかかってくる。謎の男はブレントに妻を返してほしければ自分が出す命令に従うよう要求してくる。この要求に従うしかないブレントは、言われるがまま地下駐車場に向かい、そこに停めてあったスーパーカー「シェルビーGT500　スーパースネーク（2005～2008）」に乗り込み、猛スピードで市内を暴走、人々を混乱の渦に巻き込んでいく。その暴走の最中、マスタングの持ち主を名乗る少女と出会ったブレントは、謎の男からの指示でその少女を助手席に乗せ、更なる暴走を続ける。いつしか街中の警官隊から追われる破目になったブレントは、謎の男の指示に従い発電所を目指すのだった。

## キャスト
※括弧内は日本語吹替
- ブレント・マグナ - イーサン・ホーク（宮本充）
- 少女 - セレーナ・ゴメス（小林沙苗）
- 謎の男 - ジョン・ヴォイト（樋浦勉）
- リアン・マグナ - レベッカ・バディグ（英語版）（渡辺広子）
- 男 - ポール・フリーマン
- 身なりのいい男 - ブルース・ペイン